# Retinacula musculorum peroneorum

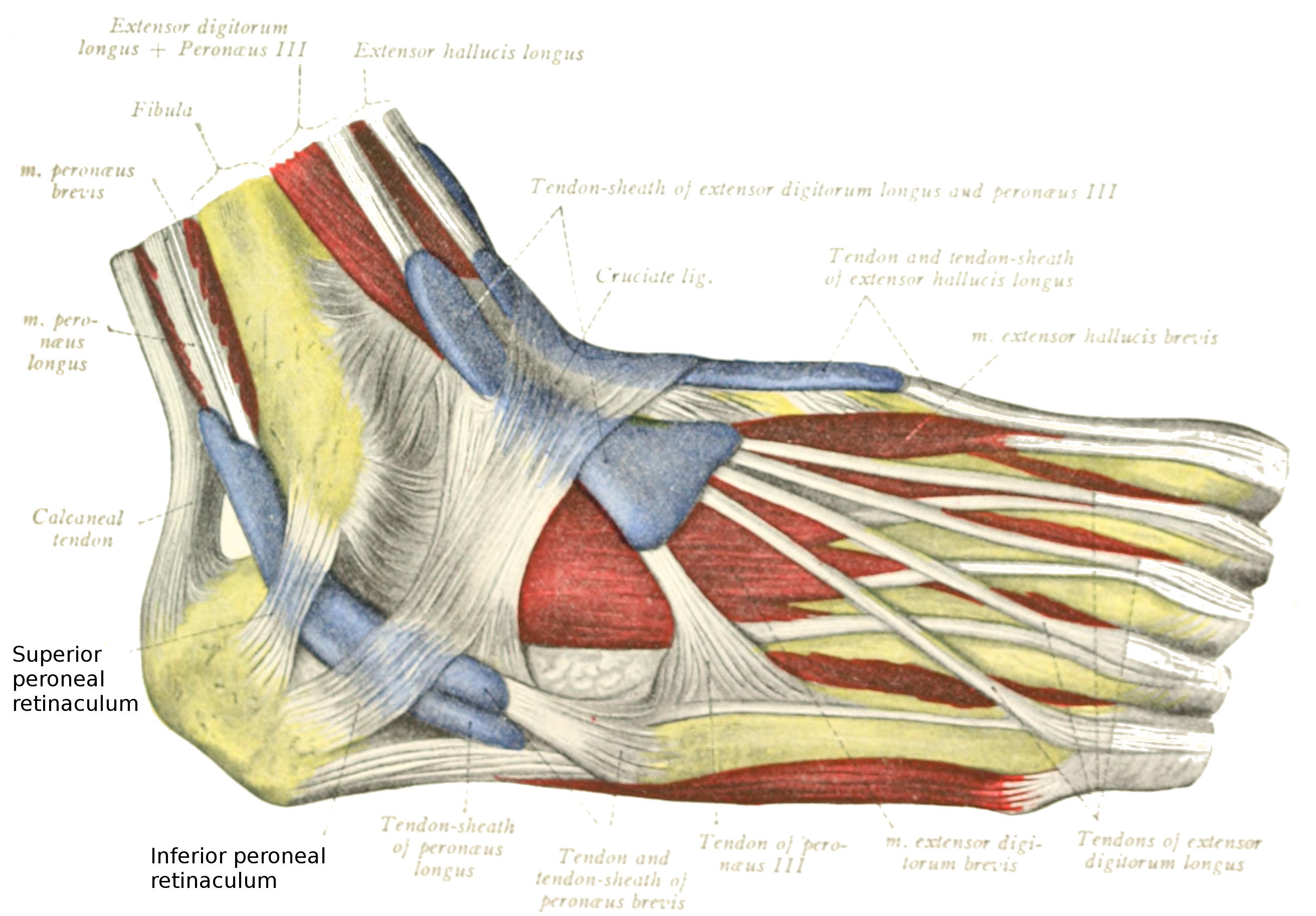
Blick von außen auf den rechten Fuß mit Darstellung der Sehnenscheiden und Bänder

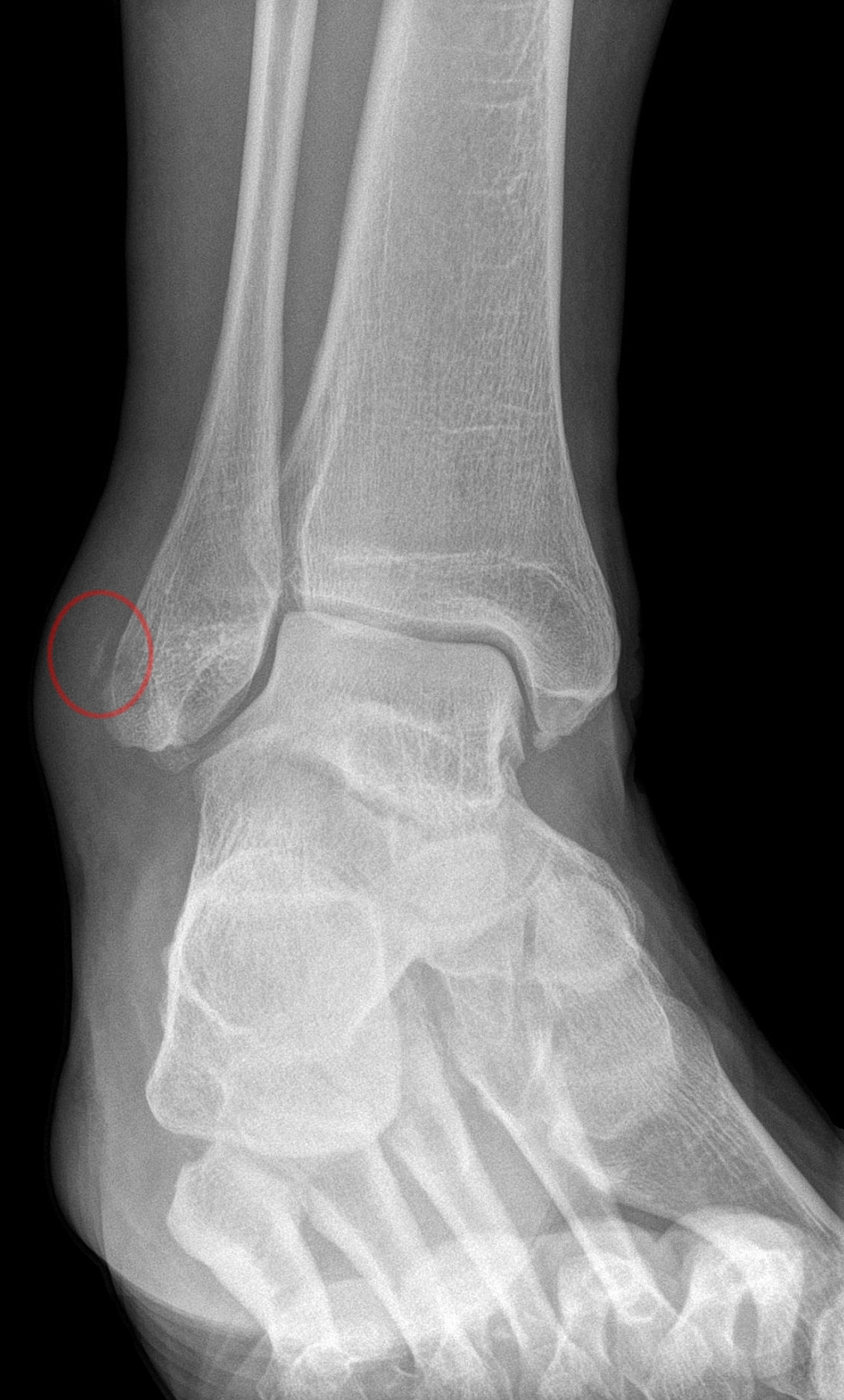
Kleine Knochenschale am Außenknöchel im Röntgenbild als Korrelat für einen Ausriss des peronealen Retinakulums. In diesem Fall war die Sehne des Musculus peroneus brevis zum Teil luxiert.

Die Retinacula musculorum peroneorum oder Retinacula peronealia (Singular: Retinaculum peroneale) sind Bänder außen am Fuß, die die Sehnen des Musculus peroneus longus und des Musculus peroneus brevis mit ihren Sehnenscheiden in ihrem Verlauf um den Außenknöchel führen bzw. nach hinten und unten sichern. Eine Verletzung der Bänder kann zu einer vollständigen oder teilweisen Luxation der Sehnen nach vorne außen führen.
Es werden zwei Anteile unterschieden:
- Das Retinaculum musculorum peroneorum superius zieht vom Außenknöchel schräg nach hinten unten zum Fersenbein und variabel zur Achillessehne.
- Das Retinaculum musculorum peroneorum inferius zieht als untere, äußere Fortsetzung des Retinaculum extensorum inferius ebenfalls schräg nach hinten unten zum Fersenbein.